# 오야마 세나
오야마 세나(일본어: 大山 晟那, 2002년 1월 17일~)는 일본의 축구 선수이다.

## 구단 경력
그는 2024년 J3리그의 반라우레 하치노헤에 입단했다.